# 칠덕무
칠덕무(七德舞)는 당나라의 궁정 무용이며 파진씨무(破陳氏舞)라고도 한다. 태종의 공덕을 칭송하는 내용이 주를 이루고 있고 구공무(九功舞), 상원무(上元舞)와 함께 일컬어 삼대무라고 일컬어진다.

## 역사
태종은 진왕(秦王)으로 봉해졌을 때 유무주(劉武周)를 하동에서 격파하고 군중에서 파진악(破陳樂)을 지었다. 정관 초에 진왕파진악곡(秦王破陣樂曲)을 만들었으며, 이백약(李百藥), 우세남(虞世南), 위징(魏徵) 등이 가사를 만들었는데 모반자들의 토벌을 주제로 하고 있으며, 태종이 사방을 정벌하여 천하를 평정시킨 무공을 칭송하는 내용이다. 정관 17년에 당시 태상경이였던 소우(蕭瑀)가 내용을 확충할 것을 진언하였으나 태종은 이를 허락하지 않았다.